# Charles Auffray (homme politique)
Pour les articles homonymes, voir Charles Auffray et Auffray.
Charles Auffray est un homme politique français né le 20 décembre 1887 à Marly-le-Roi et décédé le 11 septembre 1957 à Clichy.

## Biographie
Issu d'une famille ouvrière, sans lien de parenté avec le député boulangiste et nationaliste Jules Auffray, Charles passe par l'apprentissage dès sa sortie de l'école primaire, avant d'exercer comme ajusteur-mécanicien dans les chemins de fer à partir de 1911. Il y fait une carrière qui le mène jusqu'à un poste de mécanicien de locomotive.
Syndicaliste, adhérent à la CGT, il est aussi membre du parti socialiste SFIO. À la suite des grandes grèves des chemins de fer de l'année 1920, il est révoqué mais reste actif au sein du syndicat des cheminots CGTU, tout en travaillant comme ouvrier métallurgiste, puis ouvrant un commerce de vin à Paris.
Ayant choisi de suivre la majorité qui, au congrès de Tours, constitue le parti communiste français, il est candidat malheureux aux municipales partielles de Clichy en février 1921.
Candidat aux législatives de 1924 sur la liste communiste menée par Marcel Cachin dans la première circonscription de la Seine, qui obtient 24 % des voix et 3 sièges , il est élu député, du fait de l'ordre de classement, alphabétique, des candidats sur la liste.
L'année suivante, il est élu maire de Clichy après que la liste communiste a obtenu la totalité des sièges lors des municipales. Son élection étant annulée par la Préfecture, doutant de sa domiciliation dans la commune, des élections partielles ont lieu en mai 1926 : il est réélu au conseil municipal, et retrouve son fauteuil de maire dans la foulée.
Le retour au scrutin majoritaire lors des législatives de 1928 lui coûte son siège de député : bien qu'arrivé en tête au premier tour avec 31 % des voix, il est battu au second par Louis Rouquier, qui bénéficie du désistement de tous les autres candidats pour faire barrage à la réélection d'un communiste.
En mai 1929, il est coup sur coup réélu maire de Clichy, la liste communiste l'emportant dès le premier tour, puis conseiller général de la Seine, battant le sortant Pierre Heurtaux, passé au parti socialiste-communiste.
La fin de cette année marque sa rupture avec le PCF. Regardé avec méfiance par la direction du parti depuis plusieurs années, il avait dû accepter la présence sur sa liste d'un proche de cette direction, Christian Négrin, dit « Chapuis », qui demande l'épuration de la municipalité communistes des éléments les moins « sûrs », dont Maurice Naile, le premier adjoint. Auffray profite par la suite de l'implication de Négrin-Chapuis dans des malversations au sein de la banque ouvrière et paysanne, pour lui retirer son mandat d'adjoint. En retour, Auffray et tous ses soutiens, sont exclus du parti en octobre. Seuls 5 conseillers restent membre du PCF.
Auffray participe alors à la création, en décembre du Parti ouvrier-paysan, qui se fond l'année suivante au sein du Parti d'unité prolétarienne.
C'est avec cette étiquette qu'il retrouve la Chambre des députés en 1932.
En 1935, il est réélu maire de Clichy, avec le soutien, au second tour, des socialistes et des communistes, dans la logique du Front populaire en cours de constitution. Il ne se représente cependant pas aux cantonales, laissant Maurice Naile, qui est élu, prétendre à sa succession au nom du PUP.
Dans la perspectives des législatives de 1936, la direction communiste fait des appels du pied aux pupistes de Clichy. Mais, au contraire de Naile, qui retourne au PCF, Auffray se présente aux électeurs sous la seule étiquette du PUP, et avec contre lui un candidat communiste, Maurice Honel, qui le devance au premier tour. Discipliné, Auffray se désiste et appelle à voter pour le candidat du front populaire, qui est élu.
A la fin de l'année 1936, il rejoint, avec la majorité du PUP, la SFIO. Selon certaines sources, il est alors proche de la ligne pacifiste de la direction, incarnée par Paul Faure.
Conservant un temps ses responsabilités municipales pendant l'occupation, jusqu'à sa révocation en 1941, il est écarté de la municipalité provisoire à la Libération.
Tout en continuant de militer à la SFIO, il n'a plus, jusqu'à sa mort en 1957, de responsabilité politique notable. Son fils René, né en 1914, membre lui aussi du parti socialiste, sera en revanche maire adjoint de la commune.

### Mandats et fonctions
- 1925-1941 : maire de Clichy.
- 1929-1935 : conseiller général de la Seine (canton de Clichy).
- 1924-1928 ; 1932-1936 : député de la Seine.

### Décorations
- Chevalier de la Légion d'honneur
- Médaille de la Résistance française

## Sources
- « Charles Auffray (homme politique) », dans le Dictionnaire des parlementaires français (1889-1940), sous la direction de Jean Jolly, PUF, 1960 [détail de l’édition]
- Dictionnaire biographique du mouvement ouvrier, mouvement social, notice de Claude Pennetier